# Walter Giller
Walter Giller (Recklinghausen, 23 augustus 1927 - Hamburg, 15 december 2011) was een Duitse acteur.

## Jeugd en opleiding
Walter Giller groeide op in Hamburg als zoon van de kinderarts Walter Giller en zijn echtgenote Edwine Giller-Röver en werd als gymnasiast in het begin van 1943 opgeroepen voor de militaire dienstplicht. Na een krijgsgevangenschap ging hij vooreerst medicijnen studeren. Hij besloot alsnog om acteur te worden. Na vrijwilligerswerk en als regieassistent bij de Hamburger Kammerspielen bij Ida Ehre kreeg hij in 1947 zijn eerste theaterrol in Wir sind noch einmal davon gekommen van Thornton Wilders. Hij nam toneelonderricht bij Eduard Marks in Hamburg.

## Carrière
Vanaf 1948 kreeg hij zijn eerste kleine filmrollen. Zijn eerste hoofdrol speelde hij in de film Primanerinnen (1951). Giller werd een vertrouwd gezicht bij de Duitse bioscoopfilms van de jaren 1950. Soms komisch, soms verlegen, maar altijd netjes en nooit onbeschaamd representeerde hij in talrijke producties de jonge heer van hiernaast. Slechts zelden bood zich de gelegenheid, zijn grote potentieel als karakteracteur onder bewijs te stellen. Aldus speelde hij naast Heinz Rühmann in Der Hauptmann von Köpenick (1956), naast Martin Held in Spion für Deutschland (1956) en Rosen für den Staatsanwalt (1959, Bundesfilmpreis) en met Hardy Krüger in Zwei unter Millionen (Bundesfilmpreis in 1961). In 1962 won hij de Preis der deutschen Filmkritik in de categorie "beste acteur".
In de jaren 1960 werkte Giller hoofdzakelijk mee in de toentertijd gangbare krimi's, avonturen- en paukerfilms, terwijl hij zich in de jaren 1970 volledig op tv-rollen toelegde. Met Peter Frankenfeld als sketchpartner speelde hij regelmatig aangeschoten kroeggangers. Hij intensiveerde weer zijn theaterwerk en trad vooral op in tournees. Ook publiceerde hij de twee kinderboeken Lustige Geschichten von Natascha und Jan (1968) en Walter Giller erzählt Geschichten zur Guten Nacht (1969). In het bekroonde tv-spel Der geborgte Weihnachtsbaum (1966) speelde Giller naast Michael Nowka en Wolfgang Völz onder de regie van Dietrich Haugk een hoofdrol. In de jaren 1980 leende hij zijn stem als verteller in de 12-delige kinderhoorspel-serie Schubiduu..uh van Peter Riesenburg.

## Privéleven en overlijden
Walter Giller was sinds 5 februari 1956 getrouwd met Nadja Tiller. Ze golden in de jaren 1950 en 1960 als droompaar en stonden vaak samen voor de camera. Ze woonden sinds het einde van de jaren 1950 in Castagnola bij Lugano. In november 2006 kregen ze samen een Bambi voor hun levenswerk. Uit het huwelijk stamde een dochter (geb. 1959) en een zoon (geb. 1964). Sinds maart 2008 woonde het echtpaar samen in de seniorenresidentie Augustinum Hamburg. Walter Giller overleed op 15 december 2011 op 84-jarige leeftijd in een Hamburgs ziekenhuis aan de gevolgen van longkanker en zijn as werd uitgestrooid in de Noordzee bij Büsum.

## Filmografie
- 1949: Artistenblut (regie: Wolfgang Wehrum)
- 1950: Insel ohne Moral (regie: Volker von Collande)
- 1950: Mädchen aus der Südsee (regie: Hans Müller)
- 1950: Wirbel um Irene (regie: E. W. Emo)
- 1951: Die Frauen des Herrn S. (regie: Paul Martin)
- 1951: Falschmünzer am Werk (regie: Louis Agotay)
- 1951: Primanerinnen (regie: Rolf Thiele)
- 1951: Sensation in San Remo (regie: Georg Jacoby)
- 1951: Wildwest in Oberbayern (regie: Ferdinand Dörfler)
- 1952: Der bunte Traum (regie: Géza von Cziffra)
- 1952: Der Tag vor der Hochzeit (regie: Rolf Thiele)
- 1952: Die Diebin von Bagdad (regie: Karel Lamač)
- 1952: Liebe im Finanzamt
- 1953: Fräulein Casanova (regie: E. W. Emo)
- 1953: Heimlich, still und leise (regie: Hans Deppe)
- 1953: Schlagerparade (regie: Erik Ode)
- 1953: Skandal im Mädchenpensionat (regie: Erich Kobler)
- 1953: Südliche Nächte (regie: Robert A. Stemmle)
- 1953: Wirbel um Irene (regie: E. W. Emo)
- 1954: An jedem Finger zehn (regie: Erik Ode)
- 1954: Die tolle Lola (regie: Hans Deppe)
- 1954: Sie (regie: Rolf Thiele)
- 1954: Mit und ohne Begleitung
- 1955: Die Drei von der Tankstelle (regie: Hans Wolff)
- 1955: Musik, Musik und nur Musik (regie: Ernst Matray)
- 1955: Schwedenmädel (regie: Hakan Bergström, Thomas Engel)
- 1956: Charleys Tante (regie: Hans Quest)
- 1956: Das Bad auf der Tenne (regie: Paul Martin)
- 1956: Das Sonntagskind (regie: Kurt Meisel)
- 1956: Der Hauptmann von Köpenick (regie: Helmut Käutner)
- 1956: Ich und meine Schwiegersöhne (regie: Georg Jacoby)
- 1956: Nichts als Ärger mit der Liebe (regie: Thomas Engel)
- 1956: Schwarzwaldmelodie (regie: Géza von Bolváry)
- 1956: Spion für Deutschland (regie: Werner Klingler)
- 1956: Was die Schwalbe sang (regie: Géza von Bolváry)
- 1956: Der schräge Otto (regie: Géza von Cziffra)
- 1957: Blaue Jungs (regie: Wolfgang Schleif)
- 1957: Das Glück liegt auf der Straße (regie: Franz Antel)
- 1957: Die große Chance (regie: Hans Quest)
- 1957: Drei Mann auf einem Pferd (regie: Kurt Meisel)
- 1957: Frühling in Berlin (regie: Arthur Maria Rabenalt)
- 1958: Italienreise – Liebe inbegriffen (regie: Wolfgang Becker)
- 1958: Peter Voss, der Millionendieb (regie: Wolfgang Becker)
- 1958: Zwei Herzen im Mai (regie: Géza von Bolváry)
- 1959: Rosen für den Staatsanwalt (regie: Wolfgang Staudte)
- 1959: Bobby Dodd greift ein (regie: Géza von Cziffra)
- 1959: Geliebte Bestie (regie: Arthur Maria Rabenalt)
- 1959: Liebe auf krummen Beinen (regie: Thomas Engel)
- 1959: Peter Voss – der Held des Tages (regie: Georg Marischka)
- 1959: So angelt man keinen Mann (regie: Hans Deppe)
- 1960: Heldinnen (regie: Dietrich Haugk)
- 1960: Ingeborg (regie: Wolfgang Liebeneiner)
- 1960: Kein Engel ist so rein (regie: Wolfgang Becker)
- 1961: Geliebte Hochstaplerin (regie: Ákos von Ráthonyi)
- 1961: Zwei unter Millionen (regie: Victor Vicas)
- 1961: Affäre Nina B. (L’affaire Nina B.) (regie: Robert Siodmak)
- 1961: Drei Mann in einem Boot (regie: Helmut Weiss)
- 1961: Der Traum von Lieschen Müller (regie: Helmut Käutner)
- 1962: Das brennende Gericht (regie: Julien Duvivier)
- 1962: Liebling, ich muß dich erschießen
- 1962: Schneewittchen und die sieben Gaukler (regie: Kurt Hoffmann)
- 1963: Begegnung in Salzburg (regie: Max Friedmann)
- 1963: Das große Liebesspiel (regie: Alfred Weidenmann)
- 1963: Der Würger von Schloß Blackmoor (regie: Harald Reinl)
- 1963: Una storia moderna – l’ape regina (regie: Marco Ferreri)
- 1963: Die Dreigroschenoper (regie: Wolfgang Staudte)
- 1963: Schloß Gripsholm (regie: Kurt Hoffmann)
- 1963: Der letzte Ritt nach Santa Cruz (regie: Rolf Olsen)
- 1963: Die Tote von Beverly Hills (regie: Michael Pfleghar)
- 1964: Fanny Hill (regie: Russ Meyer)
- 1964: Heiß weht der Wind
- 1964: Tonio Kröger (regie: Rolf Thiele)
- 1964: DM-Killer (regie: Rolf Thiele)
- 1965: Schüsse im 3/4 Takt (regie: Alfred Weidenmann)
- 1965: Das Vermächtnis des Inka (regie: Georg Marischka)
- 1965: Ich suche einen Mann (regie: Alfred Weidenmann)
- 1966: Gern hab' ich die Frauen gekillt (episodefilm)
- 1966: Pfeifen, Betten, Turteltauben (regie: Vojtěch Jasný)
- 1966: Der geborgte Weihnachtsbaum (regie: Dietrich Haugk)
- 1966: Gold für Montevasall
- 1967: Action Man (regie: Jean Delannoy)
- 1967: Jonny Banco: geliebter Taugenichts (regie: Yves Allégret)
- 1967: Vergiß nicht, deine Frau zu küssen (regie: Egil Kolstö)
- 1968: Flucht nach Ägypten
- 1968: Ein feines Pärchen (regie: Francesco Maselli)
- 1969: Die Herren mit der weißen Weste (regie: Wolfgang Staudte)
- 1969: Grimms Märchen von lüsternen Pärchen (regie: Rolf Thiele)
- 1969: Klassenkeile (regie: Franz Josef Gottlieb)
- 1970: Die Feuerzangenbowle (regie: Helmut Käutner)
- 1970: Am Ziel aller Träume
- 1970: Jonas der künstler Bei der Arbeit
- 1973: Ein Käfer auf Extratour (regie: Rudolf Zehetgruber)
- 1974: Das verrückteste Auto der Welt (regie: Rudolf Zehetgruber)
- 1973: Wenn auch die Jahre einteilen
- 1975: Der Kommissar: Sturz aus Großer Höhe
- 1975: Herz mit Schnauze
- 1976: Omaruru (tv-serie)
- 1977: Heiße Ware
- 1977: Nicht von gestern (Regie: Ludwig Cremer)
- 1977: Polizeiinspektion 1: Und keine Kopeke weniger
- 1978: Karschunke & Sohn (tv-serie)
- 1978: Lady Dracula (regie: Franz Josef Gottlieb)
- 1979: Noch'ne Oper (regie: Claus Peter Witt)
- 1979: Locker vom Hocker (tot 1987)
- 1980: Liebling ich lass mich scheiden
- 1981: Behaltet Mut
- 1982: Man müßte Klavier spielen können
- 1983: Das Traumschiff
- 1985: Nun singt mal schön…
- 1989: Kommissar Klefisch – Ein unbekannter Zeuge (regie: Kaspar Heidelbach)
- 1991: Tod am Meer
- 1992: Geschichten aus der Heimat XX
- 1994: Cornelius hilft (tv-serie, regie: Klaus Gendries)
- 1994: Die Gerichtsreporterin (tv-serie, regie: Hartmut Griesmayr)
- 1994: Halali oder Der Schuß ins Brötchen (regie: Joachim Roering)
- 1995: Sylter Geschichten (tv-serie, regie: Karsten Wichniarz)
- 1995: Sonntags geöffnet (tv-serie)
- 1997: Rosamunde Pilcher: Stunden der Entscheidung (regie: Karola Zeisberg)
- 2000: Immer (korte film) (regie: Jophi Ries)
- 2000: Meine Mutter, meine Rivalin (regie: Peter F. Bringmann)
- 2001: Vorspiel mit Nachspiel (regie: Uwe Janson)
- 2004: Das Bernsteinamulett (regie: Gabi Kubach)
- 2005: Lauras Wunschzettel (regie: Gabi Kubach)
- 2005: Liebe wie am ersten Tag
- 2007: Liebling, wir haben geerbt
- 2008: Und ewig schweigen die Männer (regie: Xaver Schwarzenberger)
- 2009: Es liegt mir auf der Zunge
- 2009: Dinosaurier – Gegen uns seht ihr alt aus! (regie: Leander Haußmann)
- 2011: Germaine Damar – Der tanzende Stern

## Hoorspelen
- 1949: Du kannst mir viel erzählen (kelner) – Regie: Ulrich Erfurth, met Heinz Rühmann, Elfriede Kuzmany, Gisela Mattishent
- 1949: Paul Temple und die Affäre Gregory (van Francis Durbridge) (ober) – Eduard Hermann, Fritz Schröder-Jahn, met René Deltgen, Annemarie Cordes, Heinz von Cleve, Georg Eilert, Bernd M. Bausch
- 1951: Der Teufel fährt im D-Zug mit (liftboy) – Regie: Fritz Schröder-Jahn, met Carl-Heinz Schroth, Jo Wegener, Franz Schafheitlin, Inge Meysel
- 1952: Die große Masche (voetballer: team van de grasvrienden) – Regie: Fritz Schröder-Jahn, met Wolfgang Wahl, Max Walter Sieg, Hardy Krüger
- 1977: Der Nachtigall fällt auch nichts Neues ein oder Gegen den Stillstand der Brandung – Regie: Klaus Mehrländer, met Louise Martini
- 1979: Röntgenaugen (Martin) – Regie: Klaus Wirbitzky, met Achim Strietzel, Jürgen Scheller, Michael Thomas
- 1982: Das Haus hinter der Kirche (Jean) – Regie: Klaus Wirbitzky, met Heidelinde Weis, Doris Schade, Horst Johanning
- 2008: Begegnung am Nachmittag (volgens Henning Mankell) (man) – Regie: Rainer Clute, met Nadja Tiller, Julia Prigge

## Onderscheidingen
- 1960: Bundesfilmpreis: Zilveren Filmband voor de beste hoofdrol in Rosen für den Staatsanwalt
- 1962: Bundesfilmpreis: Gouden Filmband voor de beste bijrol in Zwei unter Millionen
- 1962: Prijs van de Duitse Filmkritiek voor Zwei unter Millionen
- 1975: Hersfeld-Preis
- 2000: Verdienstkreuz am Bande van de Bondsrepubliek Duitsland
- 2005: DIVA-Award in de categorie Lifetime Achievement Award (Hall of Fame)
- 2006: Bambi in de categorie Levenswerk
- 2009: Askania Award voor zijn cineastisch levenswerk

- Bibliothèque nationale de France: cb141815036 (data)
- Gemeinsame Normdatei: 107389665
- International Standard Name Identifier: 0000 0000 4950 3363
- Library of Congress Control Number: no2006039240
- MusicBrainz: 4dd6de0c-2306-4044-8e19-326eea525200
- Nationale Bibliotheek van Tsjechië: xx0172864
- SNAC: w63f4w7n
- Système universitaire de documentation: 117516260
- Virtual International Authority File: 54357185
- WorldCat: E39PBJpjjvTGKRb4HbTdwfDKBP